# Carolina Herrera
María Carolina Josefina Pacanins Niño (Caracas, 8 de enero de 1939) más conocida como Carolina Herrera, es una diseñadora de moda y empresaria venezolana, fundadora de su propia marca homónima en 1980, siendo una de las casas de moda de mayor prestigio a nivel mundial.
Herrera ha diseñado para varias primeras damas de los Estados Unidos, incluidas Jacqueline Kennedy, Nancy Reagan, Laura Bush, Michelle Obama y Melania Trump. Además de su trabajo en el mundo de la moda, es conocida por su marca de  fragancias de éxito mundial.

## Biografía

### Vida en familia
María Carolina Josefina Pacanins Niño, es la tercera de las cuatro hijas del Coronel de Aviación Guillermo Pacanins Acevedo, militar, aviador y gobernador de Caracas entre 1950 y 1958, y de María Cristina Niño Passios (1912-1969). Nació en el seno de una familia acomodada en Venezuela, acostumbrada a las fiestas y a las galas. A los trece años, su abuela la llevó a un desfile de Balenciaga.
Se casó a los dieciocho años con el venezolano Guillermo Behrens Tello, primo quinto de Gustavo Vollmer Herrera y tuvo con él a sus primeras dos hijas, Mercedes Carolina y Ana Luisa. Tras su divorcio, en 1969; se casó con el aristócrata venezolano Reinaldo Herrera Guevara (1933-2025), sobrino de José Herrera Uslar, primo hermano de Gustavo Vollmer Herrera  y editor de la revista Vanity Fair, con quien tuvo otras dos hijas; Carolina Adriana (1969) y Patricia Cristina (1974) y de quien tomó su apellido. En 1971, a los 32 años; ya aparecía en la lista de las mujeres mejor vestidas del mundo. Trabajó como publicista para Emilio Pucci en 1965, en su boutique en Caracas. 
Carolina Junior, la tercera de sus cuatro hijas; es su más estrecha colaboradora y ha sido la imagen de varios de sus perfumes.
En 2009, Herrera adquirió la ciudadanía de Estados Unidos.

### Trayectoria
A los 42 años decidió incursionar en el mundo de la moda internacional, convirtiéndose así en una diseñadora de moda reconocida a nivel internacional. Desde la década de 1960 estuvo estrechamente ligada a la alta sociedad estadounidense, convirtiéndose en referente de las fiestas y reuniones sociales, de la bohemia neoyorquina del icónico Studio 54, y rodeandose de personajes como Andy Warhol, Diana Vreeland, Halston y Bianca Jagger.
Su primer desfile lo realizó en 1981.[cita requerida] Tanto fue su éxito que en 1982 ya vestía a la princesa Isabel de Yugoslavia, la duquesa de Feria, la condesa Consuelo Crespi, a la reina Isabel II del Reino Unido, Ivana Trump, Kathleen Turner y Nancy Reagan. Durante doce años vistió a Jacqueline Kennedy Onassis.
En 1980, presentó su primera colección de moda; en 1986, sus primeras creaciones para novia, y en 1988, salía a la calle su primer perfume tanto para mujer como para hombre: una carrera meteórica con la que se ha ganado el respeto del mundo de la moda.
Establecida en Nueva York desde 1982, Carolina Herrera intentó identificarse con el lujo y la calidad en las décadas de los años 1970, 1980 y 1990, hasta hoy, para convertirse en una de las mujeres mejor vestidas del mundo.
Desde su primera colección, Carolina Herrera ha contado con la aprobación y admiración del público estadounidense e internacional. Sus diseños son vestidos por reconocidas celebridades como Nicole Kidman, Anna Wintour, la reina Letizia, Meghan Markle, Renée Zellweger, Amy Adams, Jessica Alba, Oprah Winfrey, Jessica Simpson, Blake Lively, Angelina Jolie, Cynthia Nixon, Katie Holmes, Tina Fey, Dianna Agron, Julie Bowen, Michelle Pfeiffer, Robert Pattinson, Kim Kardashian, Katy Perry, Amber Heard, Kristen Stewart, Meryl Streep, Halle Berry, Beyonce, Salma Hayek, Shakira, Celine Dion, Karlie Kloss, Taylor Swift, Tyra Banks, Sofía Vergara, Lucy Liu, Lady Gaga, entre otros. También tiene línea de maquillaje y fragancias.
Desde 2008 exporta a todo el mundo con 50 boutiques y líneas de distribución en 280 centros comerciales en 104 países.

## Reconocimientos
Carolina Herrera ha recibido distintos reconocimientos por su trabajo a lo largo de su carrera. Aparte de ser la máxima exponente en el ámbito de moda en Venezuela.
En 2015, recibió el premio Portrait of Nation Prize (Premio Retrato de Una Nación), otorgado por la National Portrait Gallery de los Estados Unidos
En 2014 recibió el «Premio al artista del año 2014» (Couture Council Award for Artistry of Fashion) del «The Couture Council of The Museum at the Fashion Institute of Technology».
En 2012 fue declarada «Superestrella honoraria» por Noche de Estrellas del grupo de moda internacional Fashion Group International's "Night of Stars".
En 2012 recibió el Premio al Estilo del Diseñador del Año.
En 2011 la firma Mercedes Benz le entregó el reconocimiento de «Presentadora de Mercedes Benz» por su «estilo único, calidad de los materiales y diseño innovador».
En 2005 recibió la «Medalla de Oro de las Bellas Artes» de manos del rey Juan Carlos I de España
En 1987 recibió el «Moda Award for Top Hispanic Designer».
- Premio Geoffrey Beene a la Trayectoria Profesional. CFDA. 2008
- Premio Fernando Bujones del American Ballet Theatre. New York. 2008
- Premio Cardenal James Kickey de Centro Católico Hispano. New York. 2008
- Incluida entre los 100 latinos más influyentes del 2007 por la revista People.
- Mejor fragancia selectiva (CH) del año 2007. Academia del Perfume. Madrid.
- Embajadora de Buena Voluntad de las Naciones Unidas contra la malnutrición.
- Madre del Año 2006. American Cáncer Society. New York
- Medalla de Oro de las Bellas Artes (2005). España
- Fifi Award's Hall de la Fama 2005. The Frangance Foundation's
- Mejor diseñadora de Ropa Femenina del Año 2004 en USA. CFDA
- Diseñadora Internacional del Año 1999. Revista Telva de España
- Medalla de Oro del Spanish Institute de New York. (1997)
- Premio a Una Década de Creación Artística (1992). Asociación de Diseñadores Hispanos de Estados Unidos. Muy conocidas a nivel mundial

## Fragancias Carolina Herrera

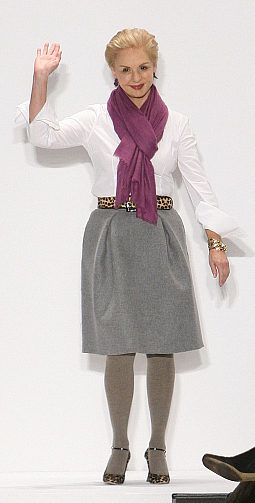
Carolina Herrera en 2008.

A través de la compañía española de moda y perfumería Puig, Carolina Herrera se dedica también al mundo de la perfumería, sacando perfumes anualmente de sus colecciones. Lleva creados 60 perfumes.
En 1988 sacó al mercado su primer perfume, "Carolina Herrera" al cual le siguieron otros:

### Perfumes
- Flore (1994)
- Herrera For Men (1995)
- Carolina (1996)
- 212 (1997)
- Carolina Herrera - Herrera Aqua For Men (1998)
- 212 For Men (2000)
- 212 - Special Edition (2001)
- Chic (2002)
- 212 Sexy (2005)
- 212 on Ice (2006)
- 212 on Ice For Men (2006)
- 212 Sexy For Men (2006)
- "CH" (2007)
- CH Men (2009)
- New 212 VIP Fragance for woman (2010)
- CH L'Eau (2011)
- New 212 Pop (2011)
- New 212 VIP for Men (2011)
- CH L'Eau (2012)
- CH Men Sport (2012)
- CH Sublime (2013)
- 212 VIP Rosé (2014)
- CH África (2015) (Limited edition)
- CH Priveé (2017)
- Good Girl (2017)
- 212 VIP Black (2019)
- Bad Boy (2019)
- CH Queens (Limited edition) (2019)
- CH Kings (Limited edition) (2019)
- CH Beauties (Limited edition) (2020)
- CH Beasts (Limited edition) (2020)
- CH Under the sea (2021) (Limited edition)
- 212 VIP Wins (2021) (Limited edition)
- CH Hot! Hot! Hot! (2022) (Limited edition)
- 212 Heroes Forever Young (2022)
- Bad Boy Cobalt Parfum Electrique (2022)
- CH Pasión (2023)
- CH Birds of paradise (2024) (Limited edition)

### Cosmética
- Herrera - Body Milk
- Gel de Baño de 212